# Zafara, Žužemberk
Zafara este o localitate din comuna Žužemberk, Slovenia, cu o populație de 39 de locuitori.